# Wangenschaft

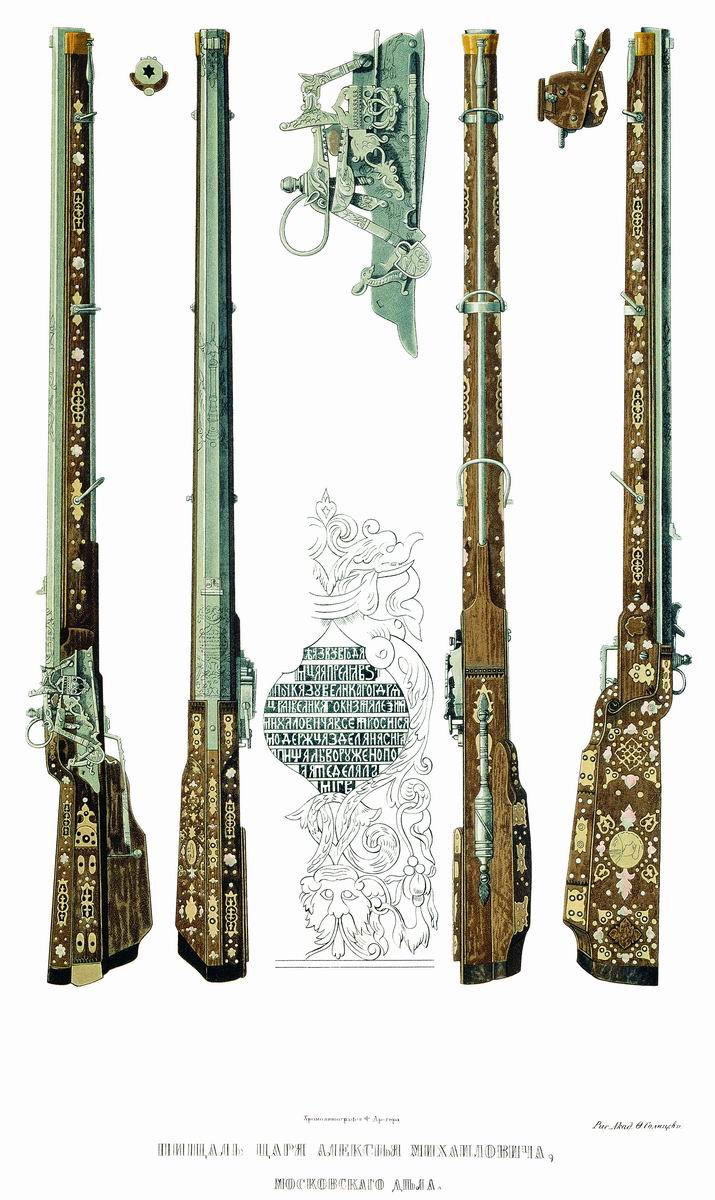
Radschloßgewehre mit typischem Wangenschaft

Als Wangenschaft, auch deutscher Schaft genannt, bezeichnet man den hölzernen Schaft früher Handbüchsen, der nicht an der Schulter angeschlagen wurde, sondern nur an die rechte Wange des Schützen gehalten wurde. Übernommen wurde er von den geradlinig gearbeiteten „Säulen“ der Armbrüste.

## Geschichte
Im Verlauf des 16. und 17. Jahrhunderts wurde die linke Schaftseite immer stärker zu einer schrägstehenden Wange ausgearbeitet, so dass die Schäfte von hinten betrachtet eine dreieckige Form annahmen. Diese Wange ragte auch tiefer als der übrige Schaft hervor. Hinter dem Laufende fiel der Schaft in einer Kurve nach unten und ging dann in eine gerade Linie über. Oft fand sich hier eine flache Mulde für den Daumen der rechten Hand, während Mittel-, Ring- und Zeigefinger des Schützen in die oft halbkreisförmig ausgebildeten Mulden des großen Abzugsbügels griffen, der den Abzug vor unbeabsichtigter Berührung schützte.
Ein weiteres Kennzeichen der meisten Wangenschäfte ist ein schmales, langes mit einem Schiebedeckel versehenes Fach an der rechten Schaftseite hinter dem Schlossmechanismus. Dort bewahrte der Schütze zumeist die Pflaster auf, eingefettete Stoff- oder Lederstückchen, die beim Laden über die Mündung gelegt wurden, so dass sie die hineingepresste Kugel umhüllten. Sie schützten die Züge des Laufes vor Bleiablagerungen und erlaubten das Laden einer etwas unterkalibrigen Kugel.
Die größte Zahl der Waffen mit dieser Schaftform hatten ein Radschloss und dienten der Jagd. Prunkvolle Waffen weisen oft Schäfte auf, die fast vollständig mit gravierten Einlegearbeiten aus Elfenbein, Perlmutt, Hirschhorn oder einfachen Rindsknochen überzogen sind.
Vor allem in Deutschland und der gesamten Alpenregion erfreuten sich die Radschlossbüchsen mit Wangenschaft noch lange großer Beliebtheit, während parallel schon längst Flinten und Büchsen mit dem Steinschloss gefertigt wurden. So weisen die letzten dieser prunkvollen Jagdwaffen Reliefschnitzereien aus dem Barock und Rokoko auf.
Waren die frühen Stücke zumeist in Obstholz (Birnbaum) geschäftet, dominierte ab dem Beginn des 18. Jahrhunderts lebhaft gemusterter Walnussbaum.